# Falsterbo
Falsterbo est une petite ville de Suède, située à l'extrême sud de la Scanie et qui fait partie de la localité regroupée de Skanör med Falsterbo. Elle a obtenu les privilèges de ville au XIIIe siècle.
Située à 30 km de Malmö, la péninsule de Falsterbo est connue pour ses plages et pour son intérêt en ornithologie. Une station ornithologique est active sur place depuis 1973 pour suivre le passage des centaines de milliers d'oiseaux qui traversent la mer Baltique au printemps et en automne. De nombreux rapaces et passereaux participent à la migration. Ce sont parfois des oiseaux rares tels l'Accenteur montanelle observé le 12 octobre 2016 .
Les comptages d'oiseaux migrateurs ont commencé dès les années 1940 avec les études de Gustaf Rudebeck et sont menés chaque année systématiquement depuis 1973.
La station ornithologique est basée dans le jardin du phare de Falsterbo.
Dans le monde du sport équestre, Falsterbo est surtout connu pour ses concours de saut d'obstacles.

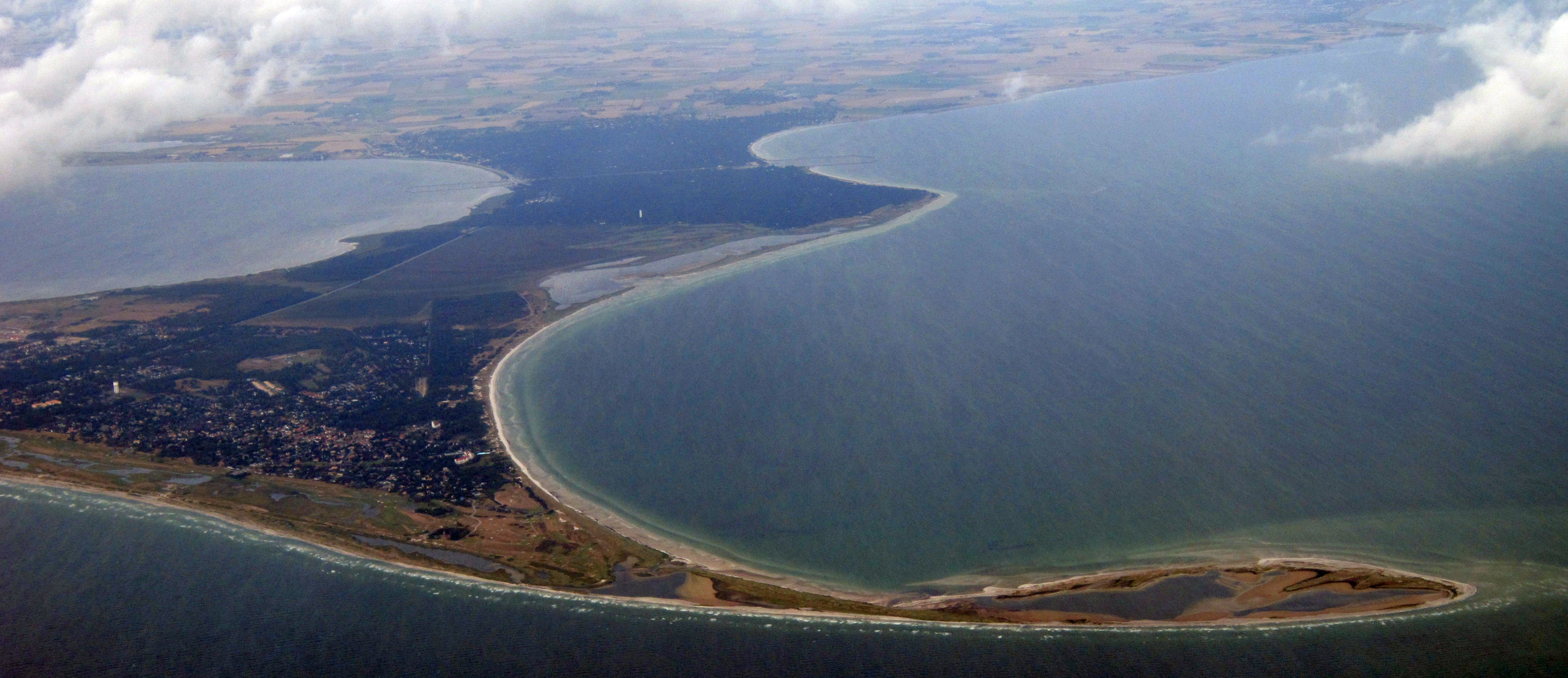
La péninsule de Falsterbo.
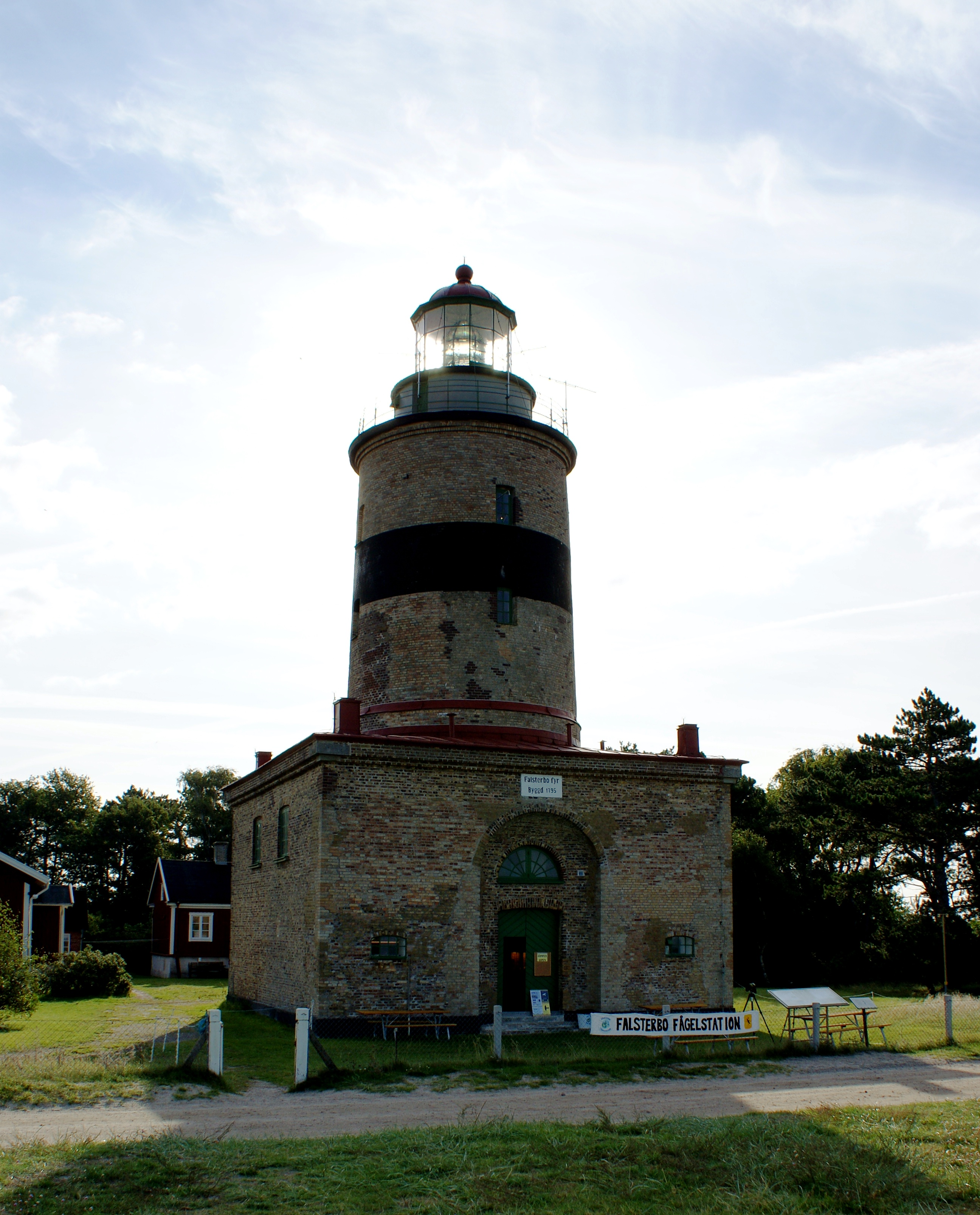
Le phare.
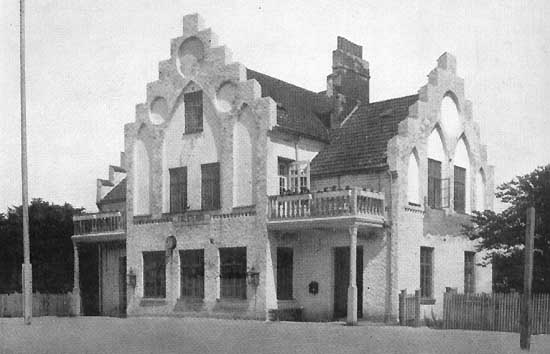
La gare vers 1924.
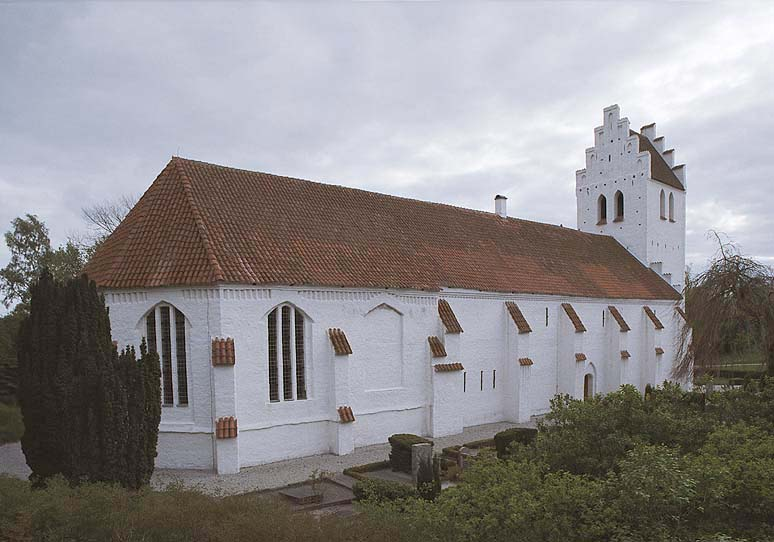
L'église.
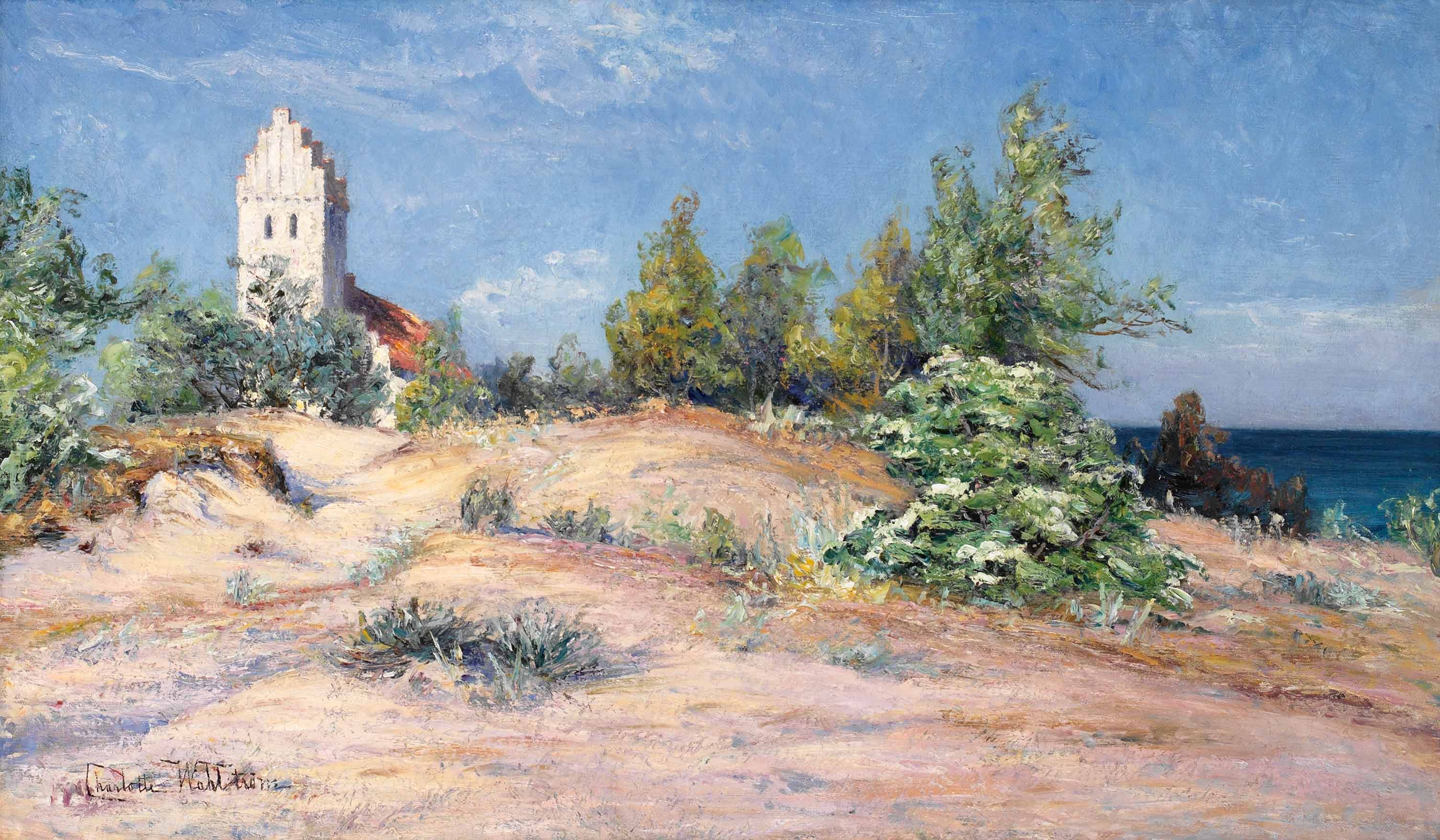
Tableau attribué à Charlotte Wahlström (1849-1924).
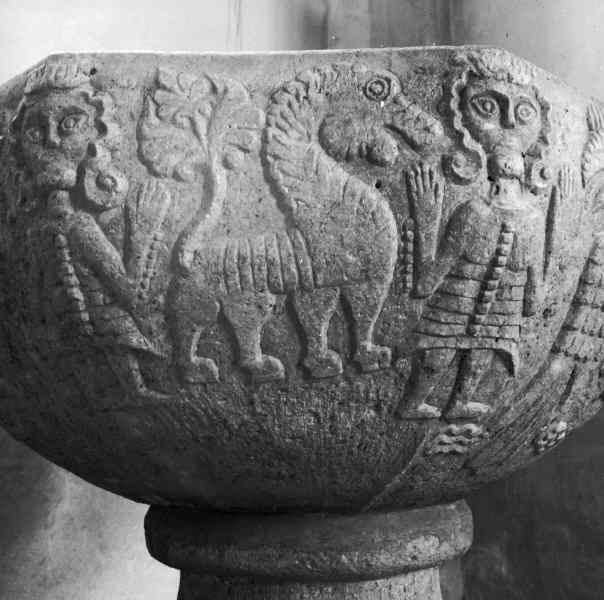
Fonts baptismaux de l'église de Falsterbo, détail des sculptures.